# Torenia concolor
Torenia concolor är en tvåhjärtbladig växtart som beskrevs av John Lindley. Torenia concolor ingår i släktet Torenia och familjen Linderniaceae.

## Underarter
Arten delas in i följande underarter:
- T. c. chingshuiana
- T. c. formosana